# Mont Solenne
Le mont Solenne est une montagne des Apennins culminant à 1 286 m d'altitude, qui se situe en Ombrie. 
Le mont Solenne, qui domine les communes de Ferentillo et Scheggino, fait partie de la Comunità montana della Valnerina et du parc fluvial du Nera.